# برنار بلانشه
برنار بلانشه (فرانسوی: Bernard Blanchet‎؛ زادهٔ ۱ دسامبر ۱۹۴۳) بازیکن سابق فوتبال اهل فرانسه است.
از باشگاه‌هایی که در آن بازی کرده‌است می‌توان به باشگاه فوتبال نانت اشاره کرد.
وی همچنین در تیم ملی فوتبال فرانسه بازی کرده‌است.